# Saison 2007 de l'équipe cycliste Predictor-Lotto
L'Équipe cycliste Predictor-Lotto participait en 2007 au ProTour. Son leader, l'Australien Cadel Evans, en remporta le classement individuel.

## Effectif
| Effectif 2007            | Effectif 2007     | Effectif 2007 | Effectif 2007                               |
| Cycliste                 | Date de naissance | Pays          | Équipe précédente                           |
| ------------------------ | ----------------- | ------------- | ------------------------------------------- |
| Mario Aerts              | 31 décembre 1974  | Belgique      | T-Mobile (2004)                             |
| Christophe Brandt        | 6 mai 1977        | Belgique      | Lotto-Domo (2004)                           |
| Dario Cioni              | 2 décembre 1974   | Italie        | Liquigas (2006)                             |
| Dominique Cornu          | 10 octobre 1985   | Belgique      | Bodysol-Win For Life-Jong Vlaanderen (2006) |
| Wim De Vocht             | 29 avril 1982     | Belgique      | Relax-Bodysol (2004)                        |
| Dries Devenyns           | 22 juillet 1983   | Belgique      | Beveren 2000 (2006)                         |
| Bart Dockx               | 2 septembre 1981  | Belgique      | Relax-Bodysol (2004)                        |
| Cadel Evans              | 14 février 1977   | Australie     | T-Mobile (2004)                             |
| Nick Gates               | 10 mars 1972      | Australie     | Lotto-Domo (2004)                           |
| Christopher Horner       | 23 octobre 1971   | États-Unis    | Saunier Duval-Prodir (2005)                 |
| Leif Hoste               | 17 juillet 1977   | Belgique      | Discovery Channel (2006)                    |
| Nick Ingels              | 2 septembre 1984  | Belgique      | Bodysol-Win For Life-Jong Vlaanderen (2005) |
| Josep Jufré              | 5 août 1975       | Espagne       | Relax-Fuenlabrada (2005)                    |
| Olivier Kaisen           | 30 avril 1983     | Belgique      | RAGT Semences (2005)                        |
| Björn Leukemans          | 1 juillet 1977    | Belgique      | Palmans Cras (2004)                         |
| Matthew Lloyd            | 24 mai 1983       | Australie     | Southaustralia.com-AIS (2006)               |
| Robbie McEwen            | 24 juin 1972      | Australie     | Lotto-Domo (2004)                           |
| Pieter Mertens           | 28 août 1980      | Belgique      | Chocolade Jacques-T-Interim (2005)          |
| Fred Rodriguez           | 3 septembre 1973  | États-Unis    | Acqua & Sapone - Caffè Mokambo (2004)       |
| Bert Roesems             | 14 octobre 1972   | Belgique      | Relax-Bodysol (2004)                        |
| Roy Sentjens             | 15 décembre 1980  | Belgique      | Rabobank (2006)                             |
| Tom Steels               | 2 septembre 1971  | Belgique      | Landbouwkrediet-Colnago (2004)              |
| Geert Steurs             | 24 septembre 1981 | Belgique      | Pictoflex Bikeland Hyundai (2006)           |
| Greg Van Avermaet        | 17 mai 1985       | Belgique      | Bodysol-Win For Life-Jong Vlaanderen (2006) |
| Preben Van Hecke         | 9 juillet 1982    | Belgique      | Relax-Bodysol (2004)                        |
| Jurgen Van den Broeck    | 1 février 1983    | Belgique      | Discovery Channel (2006)                    |
| Wim Van Huffel           | 28 mai 1979       | Belgique      | Vlaanderen-T-Interim (2004)                 |
| Johan Vansummeren        | 4 février 1981    | Belgique      | Relax-Bodysol (2004)                        |
| Wim Vansevenant          | 23 décembre 1971  | Belgique      | Lotto-Domo (2004)                           |
| Stefano Zanini           | 23 janvier 1969   | Italie        | Liquigas (2006)                             |
|                          |                   |               |                                             |
| Source : ProCyclingStats |                   |               |                                             |

## Victoires
Victoires sur le ProTour
| Date       | Course                                | Pays               | Classe | Vainqueur         |
| ---------- | ------------------------------------- | ------------------ | ------ | ----------------- |
| 14/03/2007 | 1re étape du Tirreno-Adriatico        | Italie             | PT     | Robbie McEwen     |
| 03/05/2008 | 2e étape du Tour de Romandie          | Suisse             | PT     | Robbie McEwen     |
| 13/05/2008 | 2e étape du Tour d'Italie             | Italie             | PT     | Robbie McEwen     |
| 20/06/2008 | 4e étape du Tour de Suisse            | Suisse             | PT     | Robbie McEwen     |
| 08/07/2008 | 1re étape du Tour de France           | France             | PT     | Robbie McEwen     |
| 21/07/2008 | 13e étape du Tour de France           | France             | PT     | Cadel Evans       |
| 25/08/2008 | 3e étape de l'Eneco Tour              | Belgique/ Pays-Bas | PT     | Robbie McEwen     |
| 15/09/2008 | 6e étape du Tour de Pologne           | Pologne            | PT     | Johan Vansummeren |
| 15/09/2008 | Classement général du Tour de Pologne | Pologne            | PT     | Johan Vansummeren |

Victoires sur les Circuits continentaux
| Date       | Course                                                   | Pays             | Classe            | Vainqueur |
| ---------- | -------------------------------------------------------- | ---------------- | ----------------- | --------- |
| 21/01/2008 | 5e du Tour Down Under                                    | Australie        | Robbie McEwen     |           |
| 01/02/2008 | 5e du Tour du Qatar                                      | Qatar            | Greg Van Avermaet |           |
| 18/02/2008 | 1re du Tour d'Andalousie                                 | Espagne          | Dario Cioni       |           |
| 27/03/2008 | 1reb étape de la Semaine internationale Coppi et Bartali | Italie           | Predictor-Lotto   |           |
| 21/04/2008 | 6e étape du Tour de Géorgie                              | États-Unis       | Fred Rodriguez    |           |
| 04/07/2008 | GP Gerrie Knetemann                                      | Pays-Bas         | Olivier Kaisen    |           |
| 11/07/2008 | 4e étape du Tour d'Autriche                              | Autriche         | Björn Leukemans   |           |
| 29/07/2008 | 2e étape du Tour de la Région wallonne                   | Belgique         | Greg Van Avermaet |           |
| 22/08/2008 | Druivenkoers Overijse                                    | Belgique         | Roy Sentjens      |           |
| 05/09/2008 | Mémorial Rik Van Steenbergen                             | Belgique         | Greg Van Avermaet |           |
| 15/09/2008 | Paris-Bruxelles                                          | France/ Belgique | Robbie McEwen     |           |

## Classements UCI ProTour

### Individuel
| Rang | Coureur               | Points |
| ---- | --------------------- | ------ |
| 1    | Cadel Evans           | 247    |
| 20   | Robbie McEwen         | 88     |
| 30   | Leif Hoste            | 70     |
| 41   | Johan Vansummeren     | 55     |
| 62   | Christopher Horner    | 39     |
| 78   | Björn Leukemans       | 30     |
| 138  | Greg Van Avermaet     | 7      |
| 200  | Jurgen Van den Broeck | 2      |
| 211  | Dries Devenyns        | 2      |
| 212  | Bert Roesems          | 2      |
| 213  | Tom Steels            | 2      |
| 215  | Nick Ingels           | 2      |
| 217  | Olivier Kaisen        | 2      |
| 218  | Dominique Cornu       | 2      |
| 222  | Fred Rodriguez        | 2      |
| 230  | Mario Aerts           | 1      |

### Équipe
L'équipe Predictor-Lotto a terminé à la 9e place avec 293 points.